# Узун-Арал
Узун-Арал — пролив, соединяющий восточное и западное озёра бывшего Аральского моря.

## История
Пролив Узун-Арал образовался в 1989 году в результате высыхания Аральского моря, разделяя полуостров Куланды и остров Возрождения. К 2000 году Большое Аральское море разделилось на восточную и западную части. С 2008 года разделённые восточное и западное озёра соединены лишь сузившимся проливом, находящимся на высоте 29 м над уровнем моря. Такое расположение препятствует активному смешиванию воды двух водоёмов. Направление течения — из мелководной пересыхающей восточной части в глубоководную западную (залив Чернышёва).
В 2009 восточная часть полностью пересохла, а ещё через год опять наполнилась талыми водами из Амударьи. Теперь Восточное море будет то полностью пересыхать жарким летом, то частично наполняться во время половодья на реках, а Западное море продолжает очень медленно пересыхать год за годом.